# Luci Venuleu Apronià (cònsol l'any 123)
Luci Venuleu Apronià (en llatí Lucius Venuleius Apronianus) va ser un magistrat romà del segle ii.
Va ser nomenat cònsol en temps de l'emperador Hadrià, l'any 123 junt amb Quint Articuleu Petí.